# Jongerenoverlast
Jongerenoverlast of jeugdoverlast zijn alle vormen van overlast die veroorzaakt wordt door jongeren. Aangezien er geen specifieke leeftijdsgrens is wanneer een persoon geen jongere meer is, gaat het voornamelijk om personen onder de leeftijd van 25 jaar.
Jongerenoverlast wordt vaak geassocieerd met hang- en probleemjongeren. De term wordt daarom voornamelijk gebruikt om de leefbaarheid in buurten en wijken te omschrijven. Desondanks is jongerenoverlast een verzamelbegrip voor alle overlast door jeugdigen. Zo worden bijvoorbeeld drugs-, vuurwerk- en geluidsoverlast veel door buurtbewoners genoemd als vormen van overlast door jongeren.
Wanneer er sprake is van bijvoorbeeld: vernielingen, handel en gebruik van verboden middelen, diefstal, bedreiging of intimidatie dan wordt er gesproken over jeugdcriminaliteit.
In Nederland worden overlastgevende jongeren ook wel in de volksmond bontkraagjes genoemd, omdat sommige jongeren aan hun capuchon een bontkraag hebben zitten.

## Scooterjeugd
Scooterjeugd is een opkomende term. Met dit label worden jongeren met scooters aangeduid die met hun tweewieler overlast veroorzaken. Meestal hebben deze jongeren een centraal verzamelpunt van waaruit ze bij nacht en ontij de weg als racebaan gebruiken. Een aanzienlijk verschil tussen scooterjeugd en andere overlastgevende jongeren is dat scooterjeugd veel vaker in contact met de politie komt. Dit heeft te maken met het illegaal opvoeren van de scooter of het overschrijden van de maximaal toegestane snelheid. Wanneer deze jongeren wettelijk gezien volwassen zijn, gaat de overlast soms verder met personenauto's.

## Maatregelen
Maatregelen ter vermindering van jongerenoverlast kunnen verschillen per gemeente of regio. Zo worden in sommige buurten speciale activiteiten voor jongeren georganiseerd, wordt er een jeugdhonk gebouwd om de overlast naar één plaats in de buurt te verplaatsen, worden mosquito's ingezet, wordt er cameratoezicht gerealiseerd of worden straathoekwerkers ingezet om de politie te ontlasten. In de Nederlandse gemeente Breda ontvingen in 2010 ouders van overlastgevende jongeren een brief waarin stond dat, wanneer hun kinderen doorgingen met het veroorzaken van overlast in de buurt, ze uit hun woning gezet konden worden. Dit dreigement zorgde ervoor dat er onmiddellijk een eind aan de overlast kwam.
Probleemjongeren die voor veel overlast zorgen krijgen vaak een of andere vorm van hulp aangeboden. In 2011 bleek na evaluatie van een aantal projecten dat veel jongeren in Amsterdam, die in aanraking met justitie kwamen en een hulptraject aangeboden kregen, binnen 2,5 jaar weer in de fout gingen. Dit betrof vooral degenen die zwaardere delicten hadden begaan of het traject niet hadden afgemaakt.
burenoverlast ·
dierenoverlast ·
drugsoverlast ·
duivenoverlast ·
geluidshinder ·
jongerenoverlast ·
stankoverlast ·
verkeerslawaai ·
verkeersoverlast ·
vuurwerkoverlast ·
wateroverlast